# Pareoporis nigrosignata
Pareoporis nigrosignata là một loài bọ cánh cứng trong họ Cerambycidae.